# Arian
Arian în limbile indică veda și iraniană avestan, conform termenilor, folosiți ca prefixe, ari-, arya-, ārya-, și/sau formei extinse aryāna-, desemnează „nobil, spiritual”. În limbile vechi sanscrită și persană, cuvântul se pronunță arya- (/ ɑːrjə /) și aryan. Dincolo de aceste utilizări de auto-desemnare a proto indo-iranienilor, conotația de „nobil, spiritual” a fost atașată cuvântului în sanscrită și persană. În lingvistică, termenul este uneori utilizat ca o referire la familia de limbi indo-iraniene, dar este restricționat ca utilizare la subgrupele de limbi indo-ariene, respectiv la cele indice.